# David Kandelaki
Pour les articles homonymes, voir Kandelaki.
David Kandelaki (géorgien : დავით კანდელაკი, russe : Давид Владимирович Канделаки), né en octobre 1895 à Kulashi et mort le 29 juillet 1938 à Moscou, est un homme politique et diplomate soviétique.
Il a joué un rôle important dans le rapprochement germano-soviétique avant la Seconde Guerre mondiale. Il est de 1934 à 1937 le représentant de l'URSS à Berlin pour les affaires commerciales. Son objectif est de retrouver l'esprit du traité de Rapallo.
Kandelaki est décoré de l'ordre de Lénine en 1937. Le 11 septembre de la même année, il est arrêté à Moscou, accusé de participation  et condamné à mort le 20 juillet 1938. Il est réhabilité en 1956.

## Sources
- A Soviet Bid for Coexistence with Nazi Germany, 1935-1937: The Kandelaki Affair Author(s): Geoffrey Roberts Source: The International History Review, Vol. 16, No. 3 (Aug., 1994), pp. 466-490